# باشگاه فوتبال لوتسرن
باشگاه فوتبال لوتسرن (آلمانی: Fussball-Club Luzern) یک باشگاه فوتبال در لوتسرن، سوئیس است.
این باشگاه که در سال ۱۹۰۱ میلادی تأسیس شده سابقه یک قهرمانی در سوپر لیگ فوتبال سوئیس و ۲ قهرمانی در جام حذفی فوتبال سوئیس را در کارنامه دارد.

## افتخارات
- سوپر لیگ فوتبال سوئیس
  - قهرمان: ۱۹۸۸–۸۹
- جام حذفی فوتبال سوئیس
  - قهرمان: ۱۹۵۹–۱۹۶۰، ۱۹۹۱–۱۹۹۲
  - نایب قهرمان: ۱۹۹۶–۱۹۹۷، ۲۰۰۴–۲۰۰۵، ۲۰۰۶–۲۰۰۷، ۲۰۱۱–۱۲